# Concezioniste francescane

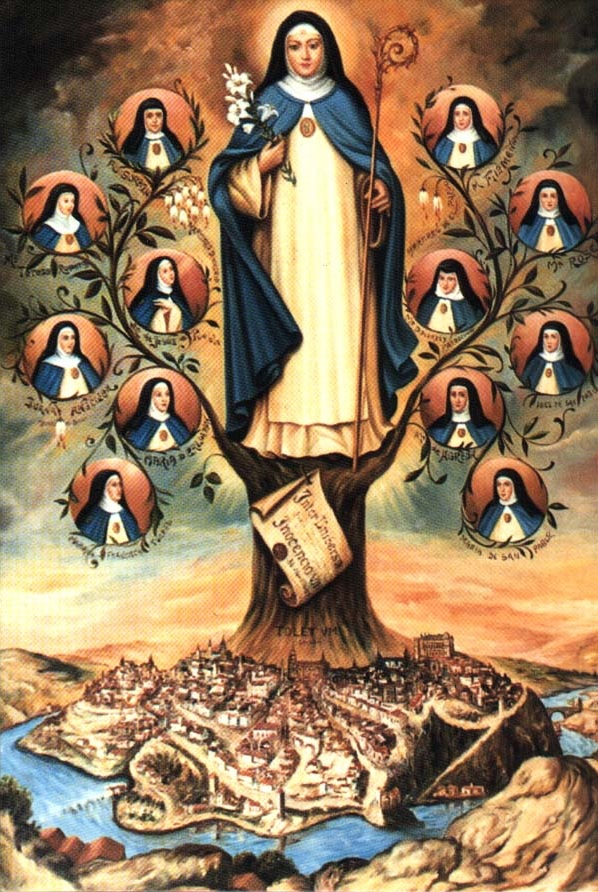
L'albero genealogico dell'ordine recante le immagini della fondatrice e delle concezioniste illustri

Le concezioniste francescane (in latino Ordo Immaculatae Conceptionis; sigla O.I.C.) sono religiose di voti solenni e dedite alla vita contemplativa appartenenti all'ordine fondato a Toledo da Beatrice de Silva.

## Storia
L'ordine venne fondata da Beatrice de Silva (1426-1492): dama di compagnia di Isabella, nipote del re Giovanni I d'Aviz, nel 1447 (dopo il matrimonio della principessa con il re Giovanni II) la seguì alla corte di Castiglia.
Verso il 1454 Beatrice lasciò la vita mondana e si ritirò, senza prendere i voti, nel monastero delle domenicane di Toledo. Isabella di Castiglia le concesse un altro edificio perché vi edificasse un nuovo monastero, dedicato all'Immacolata Concezione, e con la bolla Inter universa del 30 aprile 1489, papa Innocenzo VIII ne concesse l'erezione: Beatrice morì poco prima della cerimonia di vestizione.
Nel 1489 la Santa Sede approvò la foggia dell'abito delle monache (tonaca e scapolare bianchi, mantello celeste, cingolo di canapa come quello dei frati minori, immagine dell'Immacolata ricamata su scapolare e mantello); con la bolla Ex supernae providentiae del 19 agosto 1494, papa Alessandro VI sottopose le monache del monastero della Concezione di Toledo alla regola di santa Chiara.
Papa Giulio II, il 17 settembre 1511 (decreto Ad statum prosperum), approvò una nuova regola che sostituì quella di santa Chiara e stabilì che i monasteri fondati da quel momento in avanti secondo il modello di quello di Toledo non sarebbero più appartenuti all'ordine delle clarisse ma a quello nuovo delle concezioniste francescane.

## Carisma e diffusione
Le concezioniste francescane sono monache di stretta clausura dedite alla preghiera contemplativa.
Sono organizzate in case autonome rette da una badessa e sono presenti in Argentina, Belgio, Bolivia, Brasile, Colombia, Ecuador, Guinea Equatoriale, Messico, Perù, Portogallo e Spagna.
Al 31 dicembre 2008 all'ordine appartenevano 146 monasteri e 1.800 tra monache e novizie.